# ГЕС Нове-Нуова
ГЕС Нове-Нуова (італ. Nove Nuova) — гідроелектростанція на півночі Італії. Розміщена між ГЕС Фадальто та ГЕС Сан-Флоріано (не слід плутати з однойменною електростанцією у сточищі Адідже), входить до складу гідровузла, створеного на основі ресурсів річки П'яве (розділяє Доломітові Альпи та Vicentine Alps і впадає в Адріатичне море одразу на схід від Венеційської лагуни).
Станція Нове-Нуова розташована на шляху дериваційної схеми, якою вода із П'яве перекидається на південь через хребет Вічентіне Альпи до сточища Мескьо (права притока річки Лівенцо, що впадає у Венеційську затоку Адріатичного моря далі на схід від П'яве). Відпрацьований на ГЕС Фадальто ресурс потрапляє в озеро Лаго-Морте, яке в природному стані не мало ані приток, ані наземного стоку та живилось за рахунок карстових джерел. Від озера далі на південь прокладений дериваційний тунель довжиною 3,5 км та діаметром 4,9 метра, яким вода подається до машинного залу.
Машинний зал, споруджений у підземному виконанні, розташований біля озера Рестелло. Він обладнаний однією турбіною типу Френсіс потужністю 65 МВт, яка працює при напорі від 90 до 100 метрів. Відпрацьована вода потрапляє в озеро, звідки починається черговий дериваційний тунель на наступний ступінь гідровузла ГЕС San Floriano.
Можливо відзначити, що вперше описану вище схему використали для спорудженої у 1925 році ГЕС, яка мала п'ять турбін типу Френсіс. На початку 1970-х її вивели в резерв після будівництва нової станції (тоді ж подібну операцію провели з розташованою вище ГЕС Fadalto, проте в цьому випадку стару станцію демонтували).